# Regno di Garhwal
Lo Stato di Garhwal fu uno stato principesco del subcontinente indiano, avente per capitale la città di Narendranagar. Talvolta lo stato è noto anche come Theri-Garhwal dal momento che nella sua storia incorporò il vicino stato di Theri.

## Storia

### Antichità

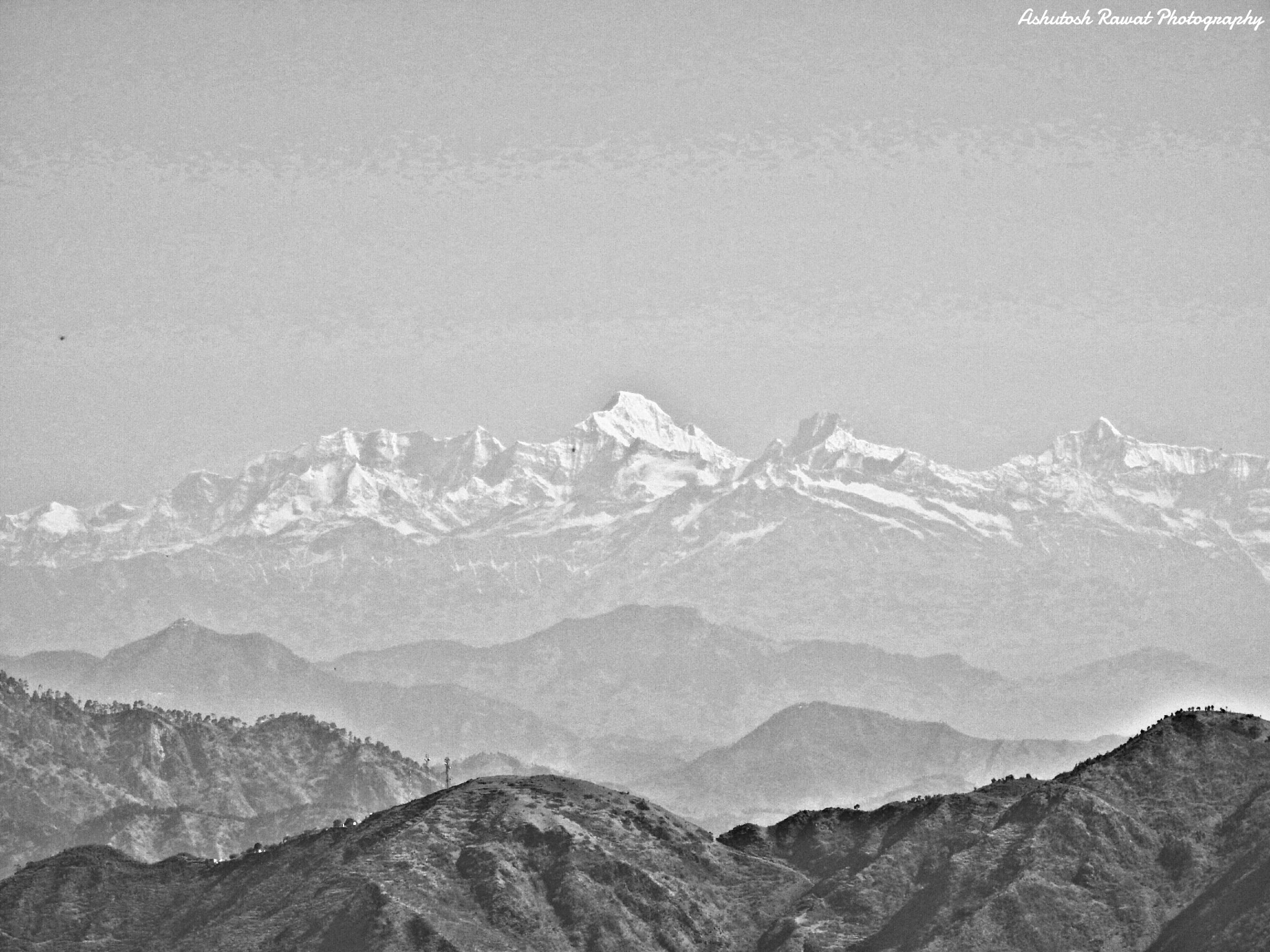
L'Himalaya nella zona del Garhwal

Tradizionalmente la regione viene menzionata in alcuni scritti indù come il Kedarkhand per essere stata sede d'origine del popolo Garhwali. Il regno di Garhwal era dominato dai Kshatriyas. Il regno di Kuninda fiorì anch'esso attorno al II secolo a.C. Questa regione passò successivamente sotto il governo dei re Katyuri, che regnarono sui regni unifcati di Kumaon e Garhwal a partire dal VI secolo d.C. sino all'XI secolo quando vennero rimpiazzati dai re Chand nella parte di Kumaon, mentre Garhwal venne frammentato in molti principati minori. Huen Tsang, un viaggiatore cinese che visitò la regione attorno al 629 d.C., menzionò l'esistenza nella regione di un regno chiamato regno di Brahampura.
Nel libro di Rahul Sanskrityayan, Garwahl (Allahabad 1953) viene detto che "i re di Kumaon-Garwahl erano chiamati, Kedare Khasamandale che significa regione di Kedar come residenza del popolo Khasa".
La dinastia reale di Garhwal ebbe inizio con Kanakpal. Il regno di Garhwal venne fondato nell'823, quando Kanakpal, il principe di Malwa, durante la sua visita al tempio di Badrinath, incontrò il raja Bhanu Pratap, sovrano di Chandpur Garh, uno dei 52 Garhs (principi) della regione di Garhwal. Il raja Bhanu Pratap non aveva figli. Il re diede in sposa la sua unica figlia al principe e successivamente gli cedette il proprio regno. Kanakpal ed i suoi discendenti della dinastia Panwar, gradualmente conquistarono tutte le altre 52 fortezze (attorno alle quali si trovavano piccoli principati) della zona, reggendo l'intero regno di Garhwal per i successivi 915 anni, sino al 1804.

### Il medioevo
Nel 1358, il XXXVII sovrano, Ajay Pal, fu colui che riuscì a riunificare tutti i principati minori della regione sotto il suo potere e pertanto è considerato il fondatore dello stato di Garhwal moderno, con capitale Devalgarh, spostata poi a Srinagar. Balbhadra Shah (r. 1575–1591), fu il primo raja di Garhwal ad utilizzare il titolo di scià. La capitale venne spostata nuovamente a Srinagar da Mahipat Shah che ascese al trono nel 1622, consolidando ulteriormente il proprio dominio sulle terre di Garhwal, per quanto morì nel 1631, lasciando che suo figlio di appena sette anni, Prithvi Shah, ascendesse al trono dopo di lui; il regno venne fisicamente retto dalla moglie di Mahipat Shah, Rani Karnavati, riuscendo a difendere il regno dagli invasori esterni e respingendo i ripetuti attacchi dell'esercito moghul guidato da Najabat Khan nel 1640, al punto da ricevere il soprannome di Nakti Rani dal momento che era sua abitudine far tagliare il naso a ciascun nemico catturato. Tra i monumenti più celebri eretti durante la sua reggenza ricordiamo quelli presenti a Nawada.
Il successivo monarca di maggior peso fu Fateh Shah, re di Garhwal dal 1684 al 1716, noto in particolare per il ruolo da lui avuto nella battaglia di Bhangani del 18 settembre 1688, dove combinò le forze di molti raja delle colline Shivalik (i raja Pahari) con l'esercito di Gobind Singh. Durante il suo regno, il guru sikh e primogenito di Har Rai, Ram Rai, si insediò nel suo regno su raccomandazione di Aurangzeb, fondando la moderna città di Dehradun. Fateh Shah morì nel 1716, e suo figlio Upendra Shah morì appena un anno dopo essere asceso al trono, nel 1717; gli succedette Pradip Shah che risollevò le sorti del regno, fatto che attrasse a sua volta invasori come Najib-ud-daula, governatore di Saharanpur, che invase il regno nel 1757 assieme al suo esercito di Rohilla e prese possesso della città di Dehradun. Ad ogni modo, nel 1770, le forze Garhwali sconfissero i Rohilla e ripresero possesso della regione di Dun. .
Lalit Shah invase e conquistò Kumaon, espellendo la dinastia regnante dei Chands e ponendo suo figlio minore su quel trono. Questa mossa spinse altri principi Garhwal a combattere l'uno contro l'altro, spingendo lo stato di Gorkha ed il regno del Nepal ad invadere Kumaon ed a prendere il controllo dell'area collinare della zona, espellendo o soggiogando gran parte dei raja presenti.
La casata di Garhwal governò lo stato ininterrottamente sino al 1803 all'epoca dell'attacco del regno di Gorkha. Le forze Garhwali subirono una pesante sconfitta e Pradyuman Shah dapprima scappò da Srinagar a Dehradun e da lì si portò poi a Saharanpur per riorganizzare le proprie forze, ma venne ucciso nella battaglia di Khurbura (Dehradun) nel gennaio del 1804 mentre suo fratello, Pritam Shah, venne catturato e portato in Nepal. Nella battaglia i Gorkhalis si trovavano sotto il comando del Bada Kaji Amar Singh Thapa, mentre le forze di Garhwali erano guidate da un comandante gujjar, Sardar Ram Dayal Singh di Landhaur, che aveva con sé 12.000 soldati provenienti da Ramghads, Pundirs, Gujjars e Rajputs. Pradyumna Shah venne ucciso da un colpo di fucile sparato dal Kaji Ranajit Kunwar, nonno dell'ultimo maharaja e primo ministro del Nepal, Jung Bahadur Rana, ed il suo corpo venne rispettosamente coperto da uno scialle cerimoniale per merito di Bada Kaji Amar Singh per essere rispedito a Haridwar.
Molte furono le cause attribuite a questa sconfitta. Garhwal era in perenne tumulto politico sin dai tempi del raja Jai Krit Shah e questo aveva tolto vitalità al regno. La natura inoltre giocò un ruolo non indifferente con una pesante carestia che si abbatté sulla regione nel 1795. Garhwal si era appena ripreso dalla carestia che la regione venne devastata da un devastante terremoto.

#### I dodici anni dell'occupazione Gorkha (Gorkhyani)
I re Garhwal si portarono in esilio nei territori britannici ed i Gorkhas iniziarono il loro periodo complessivo di dodici anni di governo sulla regione di Garhwal.
I Gorkhas governarono Garhwal con la forza: la loro eccessiva politica di tassazione, le iniquità palesi del sistema giudiziario locale, la schiavitù, le torture e la mancanza di una amministrazione civilizzata resero i governanti Gorkha estremamente impopolari tra i sudditi. L'agricoltura entrò in declino e rapidamente molti villaggi si svuotarono. Durante il governo dei Gorkha, le tasse furono così alte che molti proprietari terrieri non riuscivano ad onorarle e pertanto vennero venduti come schiavi. Le vendite divennero così frequenti che i Gorkha istituirono un vero e proprio mercato. Lo scrittore ed esploratore britannico capitano F.V. Raper (del 10° Bengala) scrisse ciò che vide coi propri occhi nella sua opera Asiatic Researches:
(capitano F.V. Raper)
Lo scrittore e artista scozzese J.B. Fraser scriveva:
(Frazer)
Si dice che fu il governatore di Kumaon, Bam Shah, a fermare la vendita degli schiavi nella città da lui amministrata. Ad ogni modo, Hasti Dal Chautariya, il governatore di Garhwal, continuò questo tipo di commercio umano.
Il Mukhtiyar (primo ministro) del Nepal, Bhimsen Thapa, impose delle restrizioni generali sul traffico umano nella regione di Garhwal, Sirmur e in altre aree a partire dal 1812. Questi regolamenti vennero emanati anche contro il parere dei governatori generali, dichiarando come illegali le vendite di schiavi. Fu sempre il primo ministro nepalese a disporre la fondazione di un hulak (sistema postale) per le aree del fiume Yamuna nel distretto di Garhwal.

### La sconfitta dei Gorkhas e la divisione del regno di Garhwal
L'occupazione del regno da parte dei Gorkhas perdurò dal 1803 al 1814 e terminò dopo una serie di sconfitte che i Gorkhas subirono da parte degli inglesi nella guerra anglo-nepalese del 1814. Sudarshan Shah, figlio ed erede dello sconfitto sovrano del regno di Garhwal che si trovava in esilio nei territori inglesi, vide l'opportunità di ritornare sul trono alleandosi con gli inglesi nel 1812, partecipando attivamente alle operazioni di conquista. Alla fine della guerra, il 21 aprile 1815, con la firma del trattato di Sugauli, gli inglesi annetterono metà del regno di Garhwal (Pauri Garhwal) e convertirono l'altra metà (Tehri Garhwal) in stato principesco.

#### La formazione dello stato principesco di Garhwal

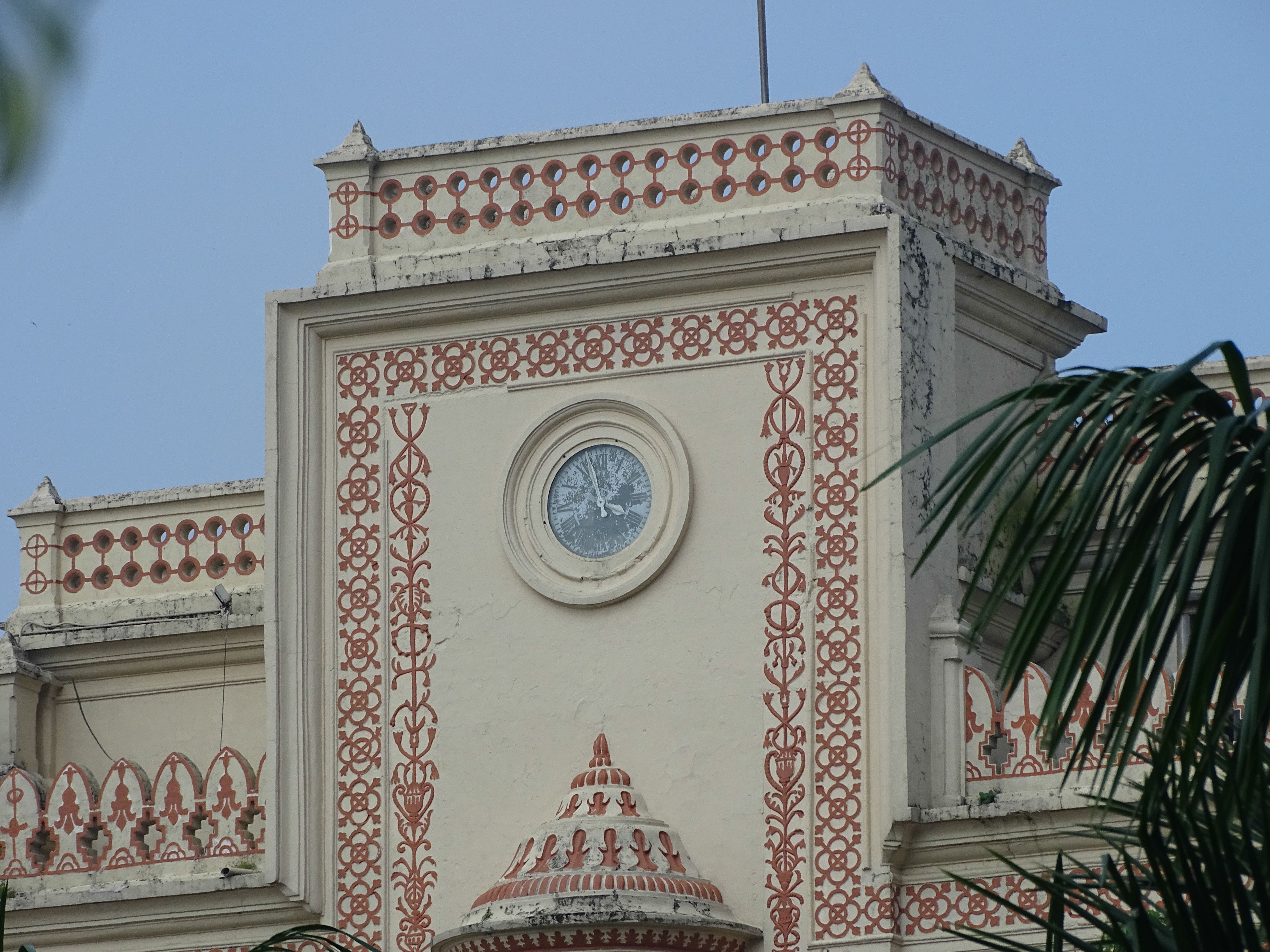
Il palazzo reale di Narendra Nagar

Sudarshan Shah, erede del regno di Garhwal, ricevette la metà dei territori che erano stati di suo padre, ma perlomeno riottenne la corona dei suoi avi ed il titolo di raja sul proprio nuovo regno di Garhwal. La parte spettante direttamente agli inglesi, portò questi ad annettere anche Kumaon, sempre sulla base del trattato di Sugauli.
Dal momento che l'antica capitale di Srinagar si trovava ora nella parte britannica del Garhwal, venne fondata una nuova capitale a Tehri
Sudarshan Shah morì nel 1859, e gli succedette Bhawani Shah, a cui a sua volta succedette da Pratap Shah nel 1872. Il regno aveva un'area di 4180 km2 ed una popolazione di 268.885 nel 1901. I governanti locali, che avevano il titolo di raja, ottennero quello di maharaja dal 1913. Nel 1919, il maharaja Narendra Shah spostò la capitale da Tehri alla città di Narendra Nagar.

### L'indipendenza indiana
Il Quit India Movement, movimento indipendentista indiano, lavorò attivamente in questa regione negli anni '40 del Novecento. Quando l'India venne dichiarata indipendente nel 1947, gli abitanti di Tehri Riyasat (stato di Garhwal) iniziarono un movimento interno per liberarsi del maharaja Narendra Shah (Panwar).
Anche a causa di questo movimento, la transizione verso la repubblica fu caotica nella regione. Di conseguenza il sessantesimo sovrano di Panwar Vansh, Manvendra Shah, ultimo Maharaja del regno di Garhwal (1946–1949), accettò la sovranità dell'Unione indiana. Lo stato di Tehri Riyasat venne annesso al distretto di Garhwal delle Province Unite (poi ridenominate Uttar Pradesh) ed ottenne lo status di distretto, il distretto di Tehri Garhwal. Successivamente, il 24 febbraio 1960, il governo dello stato separò una parte dello stato per andare a formare un distretto separato che prese il nome di Uttarkashi. L'ex palazzo reale del maharaja di Tehri Garhwal a Narendranagar, oggi ospita l'Ananda–In the Himalayas, una spa di lusso fondata nel 2000.

## Governanti
Mola Ram, pittore, poeta, storico e diplomatico del XVIII secolo dello stato di Garhwal, compose l'opera storica Garharajavansh ka Itihas (Storia della dinastia reale del Garhwal) nella quale venne indicata per la prima volta la successione dei monarchi dello stato, completata in seguito con l'uso di altre fonti.
| N. | Nome          | Regno       |  | N. | Nome          | Regno       |  | N. | Nome            | Regno       |
| 1  | Kanak Pal     | 688 - 699   |  | 21 | Vikram Pal    | 1116 - 1131 |  | 41 | Vijay Pal       | 1426 - 1437 |
| 2  | Shyam Pal     | 699 - 725   |  | 22 | Vichitr Pal   | 1131 - 1140 |  | 42 | Sahaj Pal       | 1437 - 1473 |
| 3  | Pandu Pal     | 725 - 756   |  | 23 | Hans Pal      | 1141 - 1152 |  | 43 | Baadar Shah     | 1473 - 1498 |
| 4  | Abhigat Pal   | 756 - 780   |  | 24 | Son Pal       | 1152 - 1159 |  | 44 | Man Shah        | 1498 - 1518 |
| 5  | Saugat Pal    | 781 - 800   |  | 25 | Kaadil Pal    | 1159 - 1164 |  | 45 | Shyam Shah      | 1518 - 1527 |
| 6  | Ratan Pal     | 800 - 849   |  | 26 | Kam Dev Pal   | 1172 - 1179 |  | 46 | Mahipat Shah    | 1527 - 1552 |
| 7  | Saali Pal     | 850 - 857   |  | 27 | Sulakshan Dev | 1179 - 1197 |  | 47 | Prithvi Shah    | 1552 - 1614 |
| 8  | Vidhi Pal     | 858 - 877   |  | 28 | Lakhan Dev    | 1197 - 1220 |  | 48 | Medni Shah      | 1614 - 1660 |
| 9  | Madan Pal     | 788 - 894   |  | 29 | Anand Pal     | 1220 - 1241 |  | 49 | Fateh Shah      | 1660 - 1708 |
| 10 | Bhakti Pal    | 895 - 919   |  | 30 | Purv Dev      | 1241 - 1260 |  | 50 | Upendra Shah    | 1708 - 1709 |
| 11 | Jay Chand Pal | 920- 948    |  | 31 | Abhay Dev     | 1260 - 1267 |  | 51 | Pradeep Shah    | 1709 - 1772 |
| 12 | Prithvee Pal  | 949 - 971   |  | 32 | Jayram Dev    | 1267 - 1290 |  | 52 | Lalit Shah      | 1772 - 1780 |
| 13 | Medni Sen Pal | 973- 995    |  | 33 | Aasal Dev     | 1290- 1299  |  | 53 | Jayakrit Shah   | 1780 - 1786 |
| 14 | Agasti Pal    | 995- 1014   |  | 34 | Jagat Pal     | 1299 - 1311 |  | 54 | Pradyumna Shah  | 1786 - 1804 |
| 15 | Surati Pal    | 1015 - 1036 |  | 35 | Jeet Pal      | 1311 - 1330 |  | 55 | Sudarshan Shah  | 1815 -1859  |
| 16 | Jay Pal       | 1037 - 1055 |  | 36 | Anant Pal     | 1330 - 1358 |  | 56 | Bhawani Shah    | 1859 - 1871 |
| 17 | Anant Pal     | 1056 - 1072 |  | 37 | Ajay Pal      | 1358 - 1389 |  | 57 | Pratap Shah     | 1871 - 1886 |
| 18 | Anand Pal     | 1072 - 1083 |  | 38 | Kalyan Shah   | 1389 - 1398 |  | 58 | Keerti Shah     | 1886 - 1913 |
| 19 | Vibhog Pal    | 1084 - 1101 |  | 39 | Sundar Pal    | 1398 - 1413 |  | 59 | Narendra Shah   | 1913 - 1946 |
| 20 | Suvayaanu Pal | 1102 - 1115 |  | 40 | Hans Dev Pal  | 1413 - 1426 |  | 60 | Manabendra Shah | 1946 - 1949 |